# Самсоненко Олег Іванович
Олег Іванович Самсоненко (нар. 3 серпня 1965, Житомир, УРСР) — радянський, український та російський футболіст, воротар.

## Життєпис
Вихованець «Спартака» з Житомира. У 1982 році грав за аматорський клуб «Папірник». У 1983 році дебютував за «Спартак». Далі виступав за «Шахтар» з Горлівки, кіровоградську «Зірку» й «Кривбас». У 1991 році повернувся в «Спартак», який до того часу був перейменований у «Полісся». У тому ж році виступав за липецький «Металург». Після розпаду СРСР перебрався в «Уралмаш», за який у першому чемпіонаті Росії дебютував 29 березня 1992 року в виїзному матчі проти воронезького «Факела», залишивши свої ворота в недоторканності. За півтора року у Вищому дивізіоні за «Уралмаш» провів 27 матчів, з яких 10 сухих. Влітку 1993 року повернувся в «Кривбас», але матчів за клуб у чемпіонаті України не провів. У сезоні 1994/95 років відіграв 2 матчі за український клуб «Система-Борекс». У 1996 році грав за російський клуб «Енергетик» з Урені, в якому був найзірковішим гравцем за всю історію клубу. Завершив кар'єру в 1998 році в «Папірнику».